# Braniborsko-Prusko
Braniborsko-Prusko (německy Brandenburg-Preußen) byl stát vzniklý roku 1618, když se Prusy knížecí dostaly pod kontrolu braniborského kurfiřta. Braniborské markrabství bylo na rozdíl od Prus knížecích součástí Svaté říše římské národa německého. Braniborsko-Prusko se 18. ledna 1701 přeměnilo v Pruské království, které se pak 18. ledna 1871 stalo spolkovou zemí nově založené Německé říše.

## Historie
Anna, dcera vévody Albrechta Fridricha Hohenzollernského (vládl 1568–1618), se vdala za kurfiřta Jana Zikmunda Braniborského, který tak po smrti svého tchána roku 1618, získal nástupnické právo v Prusích knížecích, které byly v lenním poměru k polské koruně. Od té doby ovládal polské korunní léno Prusy knížecí braniborský kurfiřt. V lenním poměru k polské koruně zůstaly Prusy knížecí až do roku 1657.
Během vlády Jiřího Viléma (1619–1640) opakovaně procházela za třicetileté války hohenzollernskými zeměmi řada armád, přičemž je po většinu války okupovalo Švédsko. „Velký kurfiřt“ Fridrich Vilém (1640–1688) pak využil obtížné situace Polska vůči Švédsku v Severní válce a svého spojenectví s Ruskem během série Rusko-polských válek a dosáhl zrušení svých vazalských závazků. 19. září 1657 dosáhl Velavskou smlouvou zrušení lenního poměru k Polsku, což bylo uznáno 3. května 1660 Olivským mírem i ostatními mocnostmi. V případě vymření Hohenzollernů však mohla polská koruna nadále využít svých starých práv.
18. ledna 1701 se pak jeho syn Fridrich III. prohlásil v Královci, se svolením polského krále a římskoněmeckého císaře, „Králem v Prusku“ jako Fridrich I., a všechny vazby na Polsko byly odstraněny. První pruský král byl také poslední, který hovořil plynně polsky. Jeho následníci hovořili plynně francouzsky a německy. (dále viz Pruské království)